# ƻ
Ne doit pas être confondu avec Deux barré.
Cette page contient des caractères spéciaux ou non latins. S’ils s’affichent mal (▯, ?, etc.), consultez la page d’aide Unicode.
La lettre ƻ (sans forme majuscule), appelée deux barré, est un symbole phonétique qui était utilisé dans l’alphabet phonétique international.

## Utilisation
Dans l’alphabet phonétique international, deux barré ‹ ƻ › a été utilisé pour représenter une consonne affriquée alvéolaire voisée. Ce symbole, peu utilisé, est retiré de l’API en 1976 en faveur du digramme ‹ dz ›.

## Représentation informatique
Cette lettre possède la représentation Unicode (Latin étendu B) suivante :
| formes    | représentations | chaînes de caractères | points de code | descriptions             |
| --------- | --------------- | --------------------- | -------------- | ------------------------ |
| minuscule | ƻ               | ƻ                     | U+01BB         | lettre latine deux barré |